# Marie-Isabelle d'Alcantara Bourbon

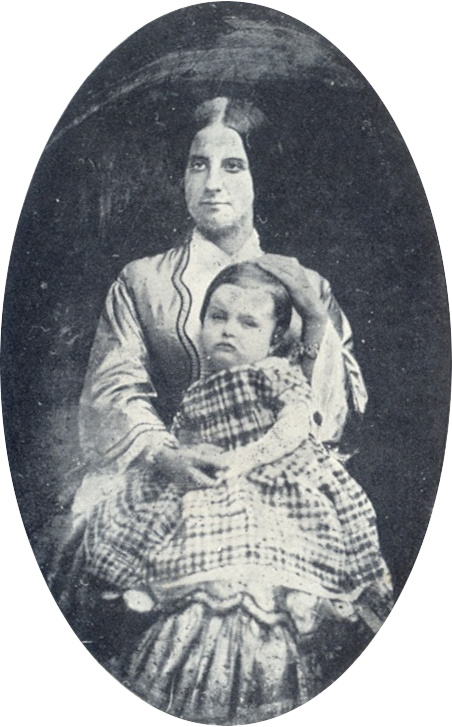
La comtesse d'Iguaçu portant dans ses bras l'un de ses enfants, vers 1852.

Marie-Isabelle d'Alcântara Bourbon, comtesse d'Iguaçu, est née à São Paulo, au Brésil, le 28 février 1830 et décédée dans la même ville, le 5 septembre 1896. C'est une fille légitimée de l'empereur Pierre Ier du Brésil et de sa maîtresse Domitila de Castro, marquise de Santos.

## Biographie
Marie-Isabelle reçoit le même nom que sa seconde sœur, la duchesse de Ceara, morte en 1828. Contrairement à ses aînés, elle ne reçoit aucun titre de son père, l'empereur Pierre Ier à cause du remariage de celui-ci avec la princesse Amélie de Leuchtenberg.
À sa mort en 1834, l'empereur Pierre Ier reconnaît Marie-Isabelle dans son testament mais il ne lui lègue aucun bien, se contentant de demander à l'impératrice Amélie de prendre soin d'elle. L'empereur aurait souhaité que sa fille reçoive une bonne éducation en Europe, comme celle accordée à sa sœur, la duchesse de Goiás. Cependant, la marquise de Santos refuse de voir une autre de ses filles partir en Europe et Marie-Isabelle reste au Brésil.
Le 2 septembre 1848, Marie-Isabelle épouse Pedro Caldeira Brant, comte d'Iguaçu, et fils de Felisberto Caldeira Brant, marquis de Barbacena. De leur mariage naissent sept enfants : 
- Isabel dos Santos ;
- Luís de Alcantâra Caldeira Brant, qui épouse Maria Luísa Pereira de Brito ;
- Pedro de Alcântara Caldeira Brant ;
- Deulinda dos Santos, qui épouse Claudiano dos Santos ;
- Maria Teresa Caldeira Brant, qui épouse Charles Collins ;
- Isabel Maria dos Santos, qui épouse Antônio Dias Paes Leme ;
- José Severiano de Alcântara.

Marie-Isabelle meurt à São Paulo, le 5 septembre 1896, à l'âge de 66 ans.

### Sur Marie-Isabelle et la descendance illégitime de son père
- (en) Linda Lewin, Surprise Heirs : Illegitimacy, inheritance rights, and public power in the formation of Imperial Brazil, 1822-1889, Stanford, Stanford University Press, 2003, 432 p. (ISBN 0-8047-4606-0)

### Autres ouvrages
- (pt) Alberto Rangel, Dom Pedro Primeiro e a Marquesa de Santos, Tours, Arrault, 1928
- (pt) Alberto Rangel, Cartas de Pedro I à Marquesa de Santos, Editora Nova Fronteira, 1984
- (pt) Hélio Vianna, Vultos do Império, Sao Paulo, Companhia Editora Nacional, 1968
- (pt) Edison Veiga, « Filha de d. Pedro foi sepultada no Cemitério da Consolação », 27 juin 2015 (consulté le 30 juin 2015)